# Картер, Джоэль
Джоэль Картер (англ. Joelle Carter, род. 10 октября 1972) — американская актриса, номинант на премию «Выбор телевизионных критиков» в 2015 году.

## Жизнь и карьера
Джоэль Картер родилась в Джорджии, но росла в переездах по стране из-за того, что её отец был военным. После окончания средней школы она поступила в Государственный университет Августы, где получила спортивную стипендию как пловец и бегун, а также некоторое время работала фотомоделью.
Джоэль Картер появилась в нескольких десятках телешоу и фильмов начиная с середины девяностых. Картер наиболее известна по своей роли в сериале FX «Правосудие» с Тимоти Олифантом, в котором она снималась с 2010 по 2015 год. Роль принесла ей номинацию на премию «Выбор телевизионных критиков» в 2015 году. Также на телевидении она появилась в сериалах «Скандал», «Касл», «Анатомия страсти», «Следствие по телу», «Детектив Монк», «Третья смена» и «Закон и порядок». На большом экране она снялась в нескольких независимых лентах, а в начале карьеры появилась в фильмах «Когда меня полюбят», «Американский пирог 2», «Фанатик» и «Заклинатель лошадей».
В 2016 году Картер была приглашена на одну из главных ролей в сериал NBC «Правосудие Чикаго», спин-офф «Полиция Чикаго».

## Частичная фильмография
- Заклинатель лошадей (1998)
- От судьбы не уйдешь (2000)
- Страна чудес (3 эпизода, 2000)
- Карантин (телефильм, 2000)
- Американский пирог 2 (2001)
- Третья смена (3 эпизода, 2002—2003)
- C.S.I.: Место преступления Майами (1 эпизод, 2006)
- Детектив Раш (1 эпизод, 2007)
- Детектив Монк (1 эпизод, 2009)
- Правосудие (78 эпизодов, 2010—2015)
- Следствие по телу (1 эпизод, 2011)
- Анатомия страсти (1 эпизод, 2011)
- Касл (1 эпизод, 2013)
- Джезабель (2014)
- Скандал (1 эпизод, 2016)
- Полиция Чикаго (2016 —)
- Правосудие Чикаго (2017)
- Домой до темноты (2020 —)